# Куаттро-Кастелла
Куаттро-Кастелла (італ. Quattro Castella) — муніципалітет в Італії, у регіоні Емілія-Романья,  провінція Реджо-Емілія.
Куаттро-Кастелла розташоване на відстані близько 350 км на північний захід від Рима, 75 км на захід від Болоньї, 16 км на південний захід від Реджо-нелль'Емілії.
Населення — 13 116 осіб (2014).
Щорічний фестиваль відбувається 17 вересня. Покровитель — Sant'Antonino.

## Демографія
Населення за роками:

Станом на 1 січня 2023 року в муніципалітеті офіційно проживав 751 іноземець з 63 країн, серед них 126 громадян країн Євросоюзу та 76 громадян України.

## Сусідні муніципалітети
- Альбінеа
- Бібб'яно
- Реджо-Емілія
- Сан-Поло-д'Енца
- Веццано-суль-Кростоло